# Gary Summers
Gary Summers (...) è un tecnico del suono statunitense, vincitore di quattro Premi Oscar al miglior sonoro.

## Biografia
Summers ha iniziato la sua carriera nel 1977, lavorando al film Guerre Stellari di George Lucas. Successivamente ha lavorato anche a L'Impero colpisce ancora e a Il ritorno dello Jedi. Nel 1979 ha iniziato a lavorare per la Skywalker Sound della Lucas Digital di George Lucas, lasciandola nel 2002 per fondare la Summers Sound Services, Inc.. Nel corso della sua carriera, ha lavorato per molti registi tra cui Steven Spielberg, Ron Howard, James Cameron e Peter Jackson. Summers è stato candidato a dodici Premi Oscar, vincendone quattro per Terminator 2 - Il giorno del giudizio, Jurassic Park, Titanic e Salvate il soldato Ryan. 

## Filmografia

### Cinema
- Guerre stellari (Star Wars), regia di George Lucas (1977)
- L'Impero colpisce ancora (The Empire Strikes Back), regia di Irvin Kershner (1980)
- I predatori dell'arca perduta (Raiders of the Lost Ark), regia di Steven Spielberg (1981)
- Il ritorno dello Jedi (Return of the Jedi), regia di Richard Marquand (1983)
- Indiana Jones e il tempio maledetto (Indiana Jones and the Temple of Doom), regia di Steven Spielberg (1984)
- Grand Canyon: The Hidden Secrets, regia di Kieth Merrill (1984)
- Maledetta estate (The Mean Season), regia di Phillip Borsos (1985)
- Cocoon - L'energia dell'universo (Cocoon), regia di Ron Howard (1985)
- La leggenda di Billie Jean (The Legend of Billie Jean), regia di Matthew Robbins (1985)
- Howard e il destino del mondo (Howard the Duck), regia di Willard Huyck (1986)
- Balle spaziali (Spaceballs), regia di Mel Brooks (1987)
- Powaqqatsi, regia di Godfrey Reggio (1988)
- '68, regia di Steven Kovacs (1988)
- Willow, regia di Ron Howard (1988)
- Big Time, regia di Chris Blum (1988)
- Cocoon - Il ritorno (Cocoon: The Return), regia di Daniel Petrie (1988)
- Daredreamer, regia di Barry Caillier (1989)
- Indiana Jones e l'ultima crociata (Indiana Jones and the Last Crusade), regia di Steven Spielberg (1989)
- Always - Per sempre (Always), regia di Steven Spielberg (1989)
- L'esperienza americana (An American Summer), regia di James Slocum (1990)
- Avalon, regia di Barry Levinson (1990)
- The Five Heartbeats, regia di Robert Townsend (1991)
- F/X 2 - Replay di un omicidio (F/X2), regia di Richard Franklin (1991)
- Fuoco assassino (Backdraft), regia di Ron Howard (1991)
- Terminator 2 - Il giorno del giudizio (Terminator 2: Judgment Day), regia di James Cameron (1991)
- Senza difesa (Defenseless), regia di Martin Campbell (1991)
- La famiglia Addams (The Addams Family), regia di Barry Sonnenfeld (1991)
- Effetto allucinante (Rush), regia di Lili Fini Zanuck (1991)
- To Cross the Rubicon, regia di Barry Caillier (1991)
- Gli occhi del delitto (Jennifer 8), regia di Bruce Robinson (1992)
- La voce del silenzio (House of Cards), regia di Michael Lessac (1993)
- Jurassic Park, regia di Steven Spielberg (1993)
- Fort Washington - vita da cani (The Saint of Fort Washington), regia di Tim Hunter (1993)
- Mrs. Doubtfire - Mammo per sempre (Mrs. Doubtfire), regia di Chris Columbus (1993)
- Baby Birba - Un giorno in libertà (Baby's Day Out), regia di Patrick Read Johnson (1994)
- Yellowstone, regia di Kieth Merrill (1994)
- Miracolo nella 34ª strada (Miracle on 34th Street), regia di Les Mayfield (1994)
- Honey, I Shrunk the Audience, regia di Randal Kleiser (1994)
- Ozarks: Legacy & Legend, regia di Kieth Merrill (1995)
- Casper, regia di Brad Silberling (1995)
- Toy Story - Il mondo dei giocattoli (Toy Story), regia di John Lasseter (1995)
- Jumanji, regia di Joe Johnston (1995)
- The Arrival, regia di David Twohy (1906)
- James e la pesca gigante (James and the Giant Peach), regia di Henry Selick (1996)
- Mission: Impossible, regia di Brian De Palma (1996)
- Mars Attacks!, regia di Tim Burton (1996)
- Vulcano - Los Angeles 1997 (Volcano), regia di Mick Jackson (1997)
- Il mondo perduto - Jurassic Park (The Lost World: Jurassic Park), regia di Steven Spielberg (1997)
- Titanic, regia di James Cameron (1997)
- La grande onda (In God's Hands), regia di Zalman King (1998)
- Salvate il soldato Ryan (Saving Private Ryan), regia di Steven Spielberg (1998)
- A Bug's Life - Megaminimondo (A Bug's Life), regia di John Lasseter e Andrew Stanton (1998)
- Nemiche amiche (Stepmom), regia di Chris Columbus (1998)
- Komodo, regia di Michael Lantieri (1999)
- Lake Placid, regia di Steve Miner (1999)
- Haunting - Presenze (The Haunting), regia di Jan de Bont (1999)
- Toy Story 2 - Woody e Buzz alla riscossa (Toy Story 2), regia di John Lasseter, Lee Unkrich e Ash Brannon (1999)
- L'uomo bicentenario (Bicentennial man), regia di Chris Columbus (1999)
- Titus, regia di Julie Taymor (1999)
- Frequency - Il futuro è in ascolto (Frequency), regia di Gregory Hoblit (2000)
- Titan A.E., regia di Don Bluth e Gary Goldman (2000)
- La leggenda di Bagger Vance (The Legend of Bagger Vance), regia di Robert Redford (2000)
- La carica dei 101 - Questa volta la magia è vera (101 Dalmatians), regia di Stephen Herek (2000)
- The Mexican - Amore senza la sicura (The Mexican), regia di Gore Verbinski (2001)
- A.I. - Intelligenza artificiale (A.I. Artificial Intelligence), regia di Steven Spielberg (2001)
- Jurassic Park III, regia di Joe Johnston (2001)
- Monsters & Co., regia di Pete Docter (2001)
- Sotto corte marziale (Hart's War), regia di Gregory Hoblit (2002)
- K-19 (K-19: The Widowmaker), regia di Kathryn Bigelow (2002)
- Il Signore degli Anelli - Le due torri (The Lord of the Rings: The Two Towers), regia di Peter Jackson (2002)
- Ghosts of the Abyss, regia di James Cameron (2003)
- Alla ricerca di Nemo (Finding Nemo), regia di Andrew Stanton e Lee Unkrich (2003)
- Mystic River, regia di Clint Eastwood (2003)
- Tomb Raider - La culla della vita (Lara Croft: Tomb Raider - The Cradle of Life), regia di Jan de Bont (2003)
- Il Signore degli Anelli - Il ritorno del re (The Lord of the Rings: The Return of the King), regia di Peter Jackson (2003)
- Sky Captain and the World of Tomorrow, regia di Kerry Conran (2004)
- Team America: World Police, regia di Trey Parker (2004)
- XXx 2: The Next Level (xXx: State of the Union), regia di Lee Tamahori (2005)
- Le avventure di Sharkboy e Lavagirl in 3-D (The Adventures of Sharkboy and Lavagirl in 3-D), regia di Robert Rodriguez (2005)
- Cappuccetto Rosso e gli insoliti sospetti (Hoodwinked!), regia di Cory Edwards (2005)
- Cars - Motori ruggenti (Cars), regia di John Lasseter (2006)
- Capitan Zoom - Accademia per supereroi (Zoom), regia di Peter Hewitt (2006)
- La tela di Carlotta (Charlotte's Web), regia di Gary Winick (2006)
- Il caso Thomas Crawford (Fracture), regia di Gregory Hoblit (2007)
- The Bourne Ultimatum - Il ritorno dello sciacallo (The Bourne Ultimatum), regia di Paul Greengrass (2007)
- Nella rete del serial killer (Untraceable), regia di Gregory Hoblit (2008)
- Meet the Browns, regia di Tyler Perry (2008)
- La mummia - La tomba dell'Imperatore Dragone (The Mummy: Tomb of the Dragon Emperor), regia di Rob Cohen (2008)
- The Family That Preys, regia di Tyler Perry (2008)
- Ember - Il mistero della città di luce (City of Ember), regia di Gil Kenan (2008)
- W., regia di Oliver Stone (2008)
- Madea Goes to Jail, regia di Tyler Perry (2009)
- Transformers - La vendetta del caduto (Transformers: Revenge of the Fallen), regia di Michael Bay (2009)
- Case 39, regia di Christian Alvart (2009)
- Avatar, regia di James Cameron (2009)
- Why Did I Get Married Too?, regia di Tyler Perry (2010)
- Shelter - Identità paranormali (Shelter), regia di Måns Mårlind e  Björn Stein (2010)
- Iron Man 2, regia di Jon Favreau (2010)
- With Great Power: The Stan Lee Story, regia di Terry Douglas, Nikki Frakes e Will Hess (2010)
- For Colored Girls, regia di Tyler Perry (2010)
- Hoodwinked Too! Hood vs. Evil, regia di Mike Disa (2011)
- Rio, regia di Carlos Saldanha (2011)
- Madea's Big Happy Family, regia di Tyler Perry (2011)
- Transformers 3 (Transformers: Dark of the Moon), regia di Michael Bay (2011)
- La collina dei papaveri (Kokuriko-zaka kara), regia di Gorō Miyazaki (2011)
- Warrior, regia di Gavin O'Connor (2011)
- Dream House, regia di Jim Sheridan (2011)
- Good Deeds, regia di Tyler Perry (2012)
- Madagascar 3 - Ricercati in Europa (Madagascar 3: Europe's Most Wanted), regia di Eric Darnell, Conrad Vernon e Tom McGrath (2012)
- The Bourne Legacy, regia di Tony Gilroy (2012)
- Non c'è festa senza Rex (Partysaurus Rex), regia di Mark Walsh (2012)
- Alex Cross - La memoria del killer (Alex Cross), regia di Rob Cohen (2012)
- Lo Hobbit - Un viaggio inaspettato (The Hobbit: An Unexpected Journey), regia di Peter Jackson (2012)
- Sound City, regia di Dave Grohl (2013)
- Monsters University, regia di Dan Scanlon (2013)
- Lo Hobbit - La desolazione di Smaug (The Hobbit: The Desolation of Smaug), regia di Peter Jackson (2013)
- Chef - La ricetta perfetta (Chef), regia di Jon Favreau (2014)
- 1981: Indagine a New York (A Most Violent Year), regia di J. C. Chandor (2014)
- Lo Hobbit - La battaglia delle cinque armate (The Hobbit: The Battle of the Five Armies), regia di Peter Jackson (2014)
- Avengers: Age of Ultron, regia di Joss Whedon (2015)
- Pixels, regia di Chris Columbus (2015)
- 13 Hours: The Secret Soldiers of Benghazi, regia di Michael Bay (2016)
- L'era glaciale - In rotta di collisione (Ice Age: Collision Course), regia di Mike Thurmeier e Galen T. Chu (2016)
- Il drago invisibile (Pete's Dragon), regia di David Lowery (2016)
- The Accountant, regia di Gavin O'Connor (2016)
- Transformers - L'ultimo cavaliere (Transformers: The Last Knight), regia di Michael Bay (2017)
- Hotel Transylvania 3 - Una vacanza mostruosa (Hotel Transylvania 3: Summer Vacation), regia di Genndy Tartakovsky (2018)
- Ant-Man and the Wasp, regia di Peyton Reed (2018)
- The Bombing - La battaglia di Chongqing (Dà Hōngzhà), regia di Xiao Feng (2018)
- The LEGO Movie 2 - Una nuova avventura (The Lego Movie 2: The Second Part), regia di Mike Mitchell (2019)
- Tornare a vincere (The Way Back), regia di Gavin O'Connor (2020)
- SpongeBob - Amici in fuga (The SpongeBob Movie: Sponge on the Run), regia di Tim Hill (2020)
- Top Gun: Maverick, regia di Joseph Kosinski (2022)
- Avatar - La via dell'acqua (Avatar: The Way of Water), regia di James Cameron (2022)
- Peter Pan & Wendy, regia di David Lowery (2023)
- Spider-Man: Across the Spider-Verse, regia di Joaquim Dos Santos, Kemp Powers, Justin K. Thompson (2023)

### Televisione
- The Neon Empire, regia di Larry Peerce - film TV (1989)
- Le avventure del giovane Indiana Jones (The Young Indiana Jones Chronicles) - serie TV, 6 episodi (1992-1993)
- The Adventures of Young Indiana Jones: Hollywood Follies, regia di Michael Schultz - film TV (1994)
- Saranno famosi a Los Angeles (Fame L.A.) - serie TV, 22 episodi (1997-199)
- The Adventures of Young Indiana Jones: Trenches of Hell, regia di Simon Wincer - film TV (1999)
- The Adventures of Young Indiana Jones: Oganga, The Giver and Taker of Life, regia di Simon Wincer - film TV (1999)
- The Adventures of Young Indiana Jones: Demons of Deception, regia di René Manzor e Nicolas Roeg - film TV (1999)
- Toy Story of Terror, regia di Angus MacLane - film TV (2013)

### Cortometraggi
- Captain EO, regia di Francis Ford Coppola (1986)
- Star Tours, regia di Dennis Muren (1987)
- Alamo: The Price of Freedom, regia di Kieth Merrill (1988)
- Body Wars, regia di Leonard Nimoy (1989)
- Muppet*Vision 3D, regia di Jim Henson (1991)
- Polynesian Odyssey, regia di Kieth Merrill (1991)
- From Time to Time, regia di Jeff Blyth (1992)
- The Journey Inside, regia di Barnaby Jackson (1994)
- The Great American West, regia di Reed Smoot (1995)
- Special Effects: Anything Can Happen, regia di Ben Burtt (1996)
- Mexico, regia di Lorena Parlee (1996)
- Hearst Castle: Building the Dream, regia di Bruce Neibaur (1996)
- Zion Canyon: Treasure of the Gods, regia di Kieth Merrill (1996)
- Whales: An Unforgettable Journey, regia di David Clark, Al Giddings e Roger Payne (1997)
- Mysteries of Egypt, regia di Bruce Neibaur (1998)
- Olympyc Glory, regia di Kieth Merrill (1999)
- Cirque du Soleil: Journey on Man, regia di Kieth Merrill (2000)
- Lewis & Clark - Lo straordinario viaggio nel West (Lewis & Clark: Great Journey West), regia di Bruce Neibaur (2002)
- Roar: Lions of the Kalahari, regia di Tim Liversedge (2005)
- Magnificent Desolation: Walking on the Moon 3D, regia di Mark Cowen (2005)
- Centro Feste (Party Central), regia di Kelsey Mann (2013)
- Overwatch: The Last Bastion, regia di Ben Dai e Jeff Chamberlain (2016)
- Overwatch: Infiltration, regia di Doug Alexander (2016)
- Overwatch: Rise and Shine, regia di Ben Dai (2017)
- Overwatch: Honor and Glory, regia di Ben Dai (2017)
- Wolrd of Warcraft: Old Soldier, regia di Marc Messenger (2018)
- World of Warcraf: Battle for Azeroth, regia di Alex Afrasiabi, Ion Hazzikostas e Chris Robinson (2018)
- Overwtach: Shooting Star, regia di Ben Dai (2018)

## Riconoscimenti
- Premio Oscar
  - 1984 - Candidatura al miglior sonoro per Il ritorno dello Jedi[10]
  - 1990 - Candidatura al miglior sonoro per Indiana Jones e l'ultima crociata[11]
  - 1992 - Miglior sonoro per Terminator 2 - Il giorno del giudizio[6]
  - 1992 - Candidatura al miglior sonoro per Fuoco assassino[6]
  - 1994 - Miglior sonoro per Jurassic Park[7]
  - 1998 - Miglior sonoro per Titanic[8]
  - 1999 - Miglior sonoro per Salvate il soldato Ryan[9]
  - 2010 - Candidatura al miglior montaggio sonoro per Transformers - La vendetta del caduto[12]
  - 2010 - Candidatura al miglior montaggio sonoro per Avatar[12]
  - 2012 - Candidatura al miglior montaggio sonoro per Transformers 3[13]
  - 2017 - Candidatura al miglior montaggio sonoro per 13 Hours: The Secret Soldiers of Benghazi[14]
  - 2023 - Candidatura al miglior sonoro per Avatar - La via dell'acqua[15]
- Premio Emmy
  - 1992 - Miglior montaggio sonoro in una serie drammatica oer Le avventure del giovane Indiana Jones[16]
  - 1993 - Candidatura al miglior montaggio sonoro in una serie drammatica per Le avventure del giovane Indiana Jones[16]
- Premio BAFTA
  - 1984 - Candidatura al miglior sonoro per Il ritorno dello Jedi
  - 1990 - Candidatura al miglior sonoro per Indiana Jones e l'ultima crociata
  - 1992 - Miglior sonoro per Terminator 2 - Il giorno del giudizio
  - 1994 - Candidatura al miglior sonoro per Jurassic Park
  - 1998 - Candidatura al miglior sonoro per Titanic
  - 1999 - Miglior sonoro per Salvate il soldato Ryan
  - 2010 - Candidatura al miglior montaggio sonoro per Avatar
  - 2023 - Candidatura al miglior sonoro per Avatar - La via dell'acqua